# Samuel Ruiz Garcia
Pour les articles homonymes, voir Samuel García.
Samuel Ruiz García, né le 3 novembre 1924 à Irapuato et mort le 24 janvier 2011 à Mexico, est un prélat catholique mexicain, évêque de San Cristóbal de las Casas, au Chiapas, de 1959 à 1999.
Prêtre, évêque, il est aussi connu comme défenseur de la théologie de la libération et des droits des peuples indigènes du Mexique ou d’Amérique latine. À travers cette théorie, il affirme particulièrement l'« option préférentielle pour les pauvres et pour la libération des opprimés » comme signe du Royaume de Dieu sur terre.

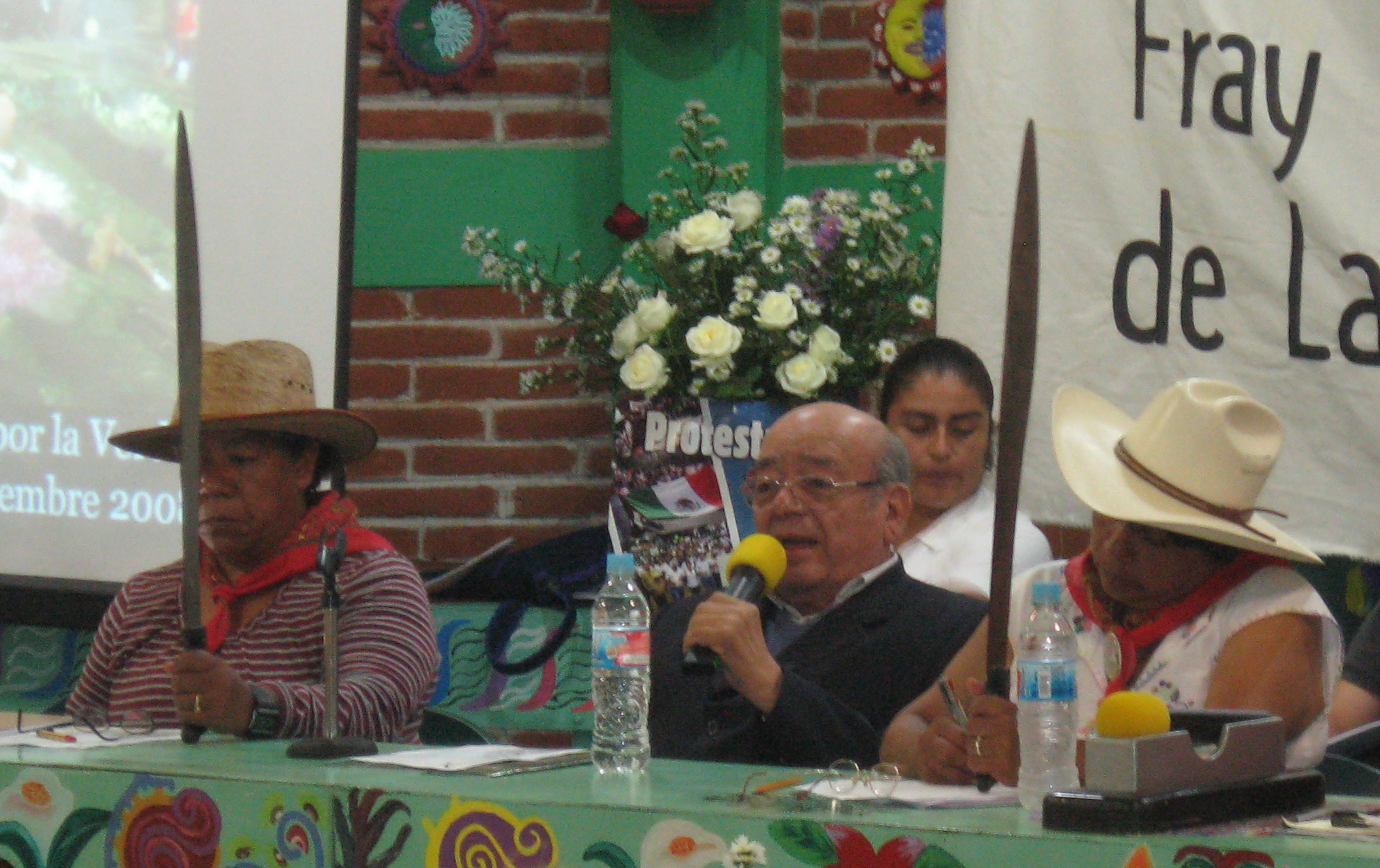
Don Samuel Ruiz Garcia en 2010, à un colloque entourés de militants d'Atenco.

## Prêtre et évêque
Il vécut son enfance a Irapuato, et à ses 13 ans il rentra au séminaire  de Léon. En 1947 il a été envoyé à l’université grégorienne pour y étudier la théologie. Il y fut nommé prêtre. En 1954, il revint a Léon et en peu de temps il fut nommé recteur du séminaire.
En 1959 il est désigné évêque de San Cristóbal de Las Casas par Jean XXIII, le 14 novembre 1959
Son diocèse se caractérise par sa pauvreté et une population à 40 % d'origine indigène,,.
Il s'emploie comme médiateur lors du conflit au Chiapas entre l’armée zapatiste de libération nationale (EZLN) et le gouvernement fédéral mexicain. Il démissionne en 1998 pour protester contre les « tactiques dilatoires » du gouvernement.
Dans le milieu des années 1990, le Vatican lui demande de prêter plus attention à ses choix pastoraux. Croyant que cette demande vient de pressions du gouvernement mexicain, l'opinion publique s'intéresse à l'affaire et le Saint-Siège notamment par l'intermédiaire de la nonciature en France fait publier en décembre 1993 un texte rappelant que le dialogue entre un évêque et le Saint-Siège ne peut se dérouler sur la place publique, que l'évêque n'a pas été invité à démissionner et que son action envers les pauvres n'est pas remise en cause.
Son ministère épiscopal prit fin en 1999. Il vit ensuite à Santiago de Querétaro où il officie en tant que prêtre.
En 1998, il est accusé par le président Ernesto Zedillo Ponce de Leon pendant sa tournée présidentielle au Chiapas d'être le « pasteur de la division » et de travailler pour une « théologie de la violence ».
En 2000, il reçut les prix Simon Bolívar et Simón Bolívar de l’UNESCO pour son investissement personnel et son rôle en tant que médiateur, contribuant ainsi à la paix et au respect de la dignité des minorités,.
En 2001, il reçut le prix international des droits humains de Nuremberg pour son infatigable défense des droits humains de tous les peuples du Chiapas, et ce pendant plusieurs décennies,.
Il fut nommé docteur Honoris Causa de l’université ibéro-américana,,,.
En 1997 il fut nommé docteur Honoris Causa de l'Université autonome de Barcelone.
Il fut nommé deux fois au prix Nobel de la paix, sans jamais le recevoir.
Il meurt le 24 janvier 2011 à 86 ans à l'hôpital Ángeles del Pedregal.

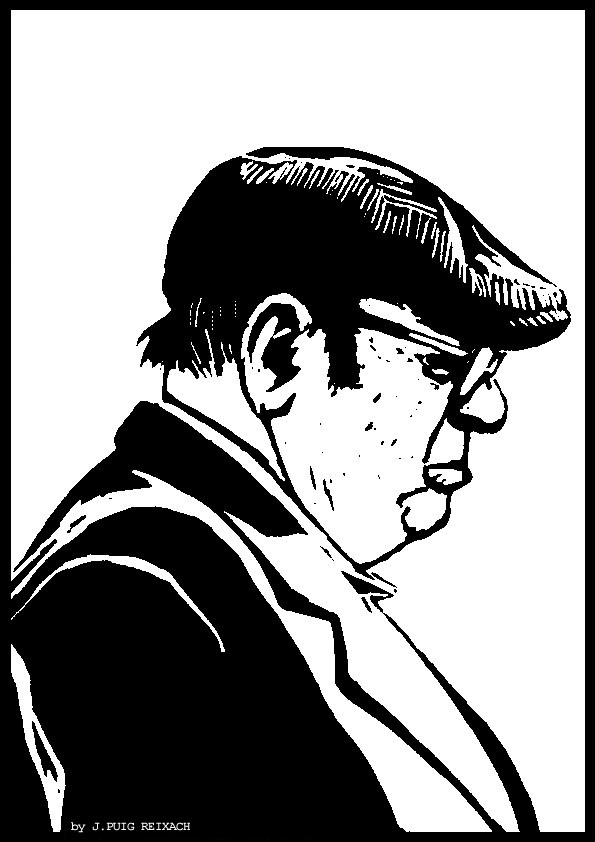
Samuel Ruiz García [ digital illustration

## La théologie de la libération
De 1965 à 1973 il préside, à l'intérieur de la Conférence de l'épiscopat mexicain, la commission pour les indigènes. En 1974 le gouvernement du Chiapas lui confie la réalisation du Congrès Indigène, à l'occasion des 500 ans de la naissance de Bartolomé de Las Casas, dans lequel les différentes ethnies de l'État peuvent s'exprimer. Il permet de réunir 1 230 délégués indigènes de tout le Chiapas. Son importance est considérable sur l'organisation des associations et des mouvements de contestation sociale chiapanèque, il aurait entre autres crée les conditions nécessaires à la création de l'EZLN,.

## Altermondialisme
En tant qu'évêque il s'oppose fermement à divers projets de modernisation des infrastructures par des entreprises privées. Il fait en effet plusieurs fois publiquement valoir les droits de l'homme aux droits de la finance internationale, notamment lorsqu'il signe le Manifeste de Porto Alegre aux côtés de personnalités comme Bernard Cassen, Eduardo Galeano, Adolfo Pérez Esquivel, Ignacio Ramonet ou José Saramago. Il fait aussi partie des fondateurs du Centre des droits de l'homme Fray Bartolome de Las Casas.

## Divers
Il organise en 1990 une marche de protestation contre la réforme du code pénal de l'État de Chiapas qui permet aux mères célibataires d'avorter pour des raisons de planification familiales ou économiques, ainsi qu'aux femmes mariées si les deux conjoints sont d'accord. Il s'oppose au mariage homosexuel, autorisé dans le District Fédéral en 2010, mariage qu'il qualifie d'« absurde » et de « contre nature ».

## Récompenses et distinctions
Mgr Ruiz a reçu plusieurs distinctions pour son engagement en faveur de la justice et de la paix :
- 1996 : prix Pacem in Terris
- 1997 : prix Martin Ennals
- 2000 : prix international Simón Bolívar, décerné par l'Unesco, pour son engagement à la liberté, à l'indépendance et à la dignité des peuples.
- 2002 : prix Niwano de la paix

Au moment de sa mort, Luis González Placencia, président de la commission pour les droits de l'homme du District fédéral émit l'opinion que Ruiz est « une des personnes qui ont aidé à construire la démocratie au Mexique à partir de 1994, et qu'il est une des voix les plus courageuse de notre époque »,.